# PSO J318.5-22
PSO J318.5-22 是一颗直接拍摄到的太阳系外物体，目前将其作为一颗星际行星对待，即不环绕任何恒星旋转的行星。其距地球大约80光年，属于绘架座移动星群的星体。该星体在2013年由泛星计划 PS1广角望远镜发现。据推测，该星体年龄为1200万年，和绘架座移动星群的年龄相同，质量为木星的6倍。